# Medetera seksyaevae
Medetera seksyaevae är en tvåvingeart som beskrevs av Grichanov 1999. Medetera seksyaevae ingår i släktet Medetera och familjen styltflugor. Inga underarter finns listade i Catalogue of Life.